# Nicholas Tse
Nicholas Tse, nato Tse Ting-fung (謝霆鋒S, Xiè TíngfēngP; Hong Kong, 29 agosto 1980), è un cantante, attore, musicista e imprenditore cinese naturalizzato canadese originario di Hong Kong, attualmente socio dell'etichetta discografica Emperor Entertainment Group.
Entrato nell'industria dello spettacolo nel 1996 come cantante, Nicholas Tse aveva già studiato arti marziali per il piccolo e il grande schermo con professionisti come Philip Ng, Andy On e Sammo Hung. Al cinema ha debuttato nel 1998, con il film giallo Young and Dangerous: The Prequel, grazie al quale ha ottenuto il suo primo riconoscimento ufficiale, l'Hong Kong Film Award come "Miglior Esordiente". Nel 2003 il cantante ha fondato un'azienda specializzata nella produzione di effetti speciali per cinema, videogiochi e spot pubblicitari, la Post Production Office Limited. Il fatturato della compagnia si aggira intorno al miliardo di dollari HK all'anno.
A novembre del 2012, Nicholas Tse ha presentato l'orma della sua mano alla Avenue of Stars di Hong Kong, modellata secondo la più famosa Hollywood Walk of Fame.

## Biografia
Nato ad Hong Kong da genitori entrambi attori, Patrick Tse (謝賢) e Deborah Lee (狄波拉), si è trasferito con la famiglia a Vancouver, in Canada, in tenera età. Lì ha frequentato la Scuola St. George e, successivamente, la Hong Kong International School per un anno. Per un anno ha vissuto negli Stati Uniti, a Phoenix in Arizona, prima di tornare in Canada. Ha studiato Musica in Giappone, per poi tornare nella patria nativa di Hong Kong. Attualmente detiene la doppia cittadinanza canadese e di Hong Kong. Tse ha una sorella minore, anche lei attrice, Jennifer Tse.

## Carriera musicale
Nicholas Tse firmò il suo primo contratto musicale nel 1997, con la compagnia manageriale EEG sotto l'etichetta discografica Fitto. Grazie a tale contratto pubblicò il suo primo album studio, My Attitude, che raggiunse il terzo posto nella classifica degli album più venduti dell'anno dell'IFPI. Nello stesso anno ha vinto il premio Jade Solid Gold Top 10 come "Miglior Artista Esordiente".
Il cantante ha raggiunto il successo popolare nel 1998, con i singoli 早知 (Knew it would be like that) e 如果只得一星期 (If there's only one week). Nel 1999 ha vinto un altro premio Jade Solid Gold Top 10 per il singolo 非走不可 (No choice but to leave), registrato il 27 settembre 1993.
È nel 2000, però, che Tse raggiunge il successo nazionale con la hit 活著VIVA, considerato il suo singolo di maggiore successo. Nel 2001 ha pubblicato l'album 玉蝴蝶, seguito dai singoli 玉蝴蝶 e 潛龍勿用.
Nel 2003, ha ricevuto il premio come "Miglior Artista Cinese al Mondo" ai World Music Awards.

### Carriera cinematografica
Tra i lungometraggi più importanti in cui ha recitato Tse, figurano Young and Dangerous: The Prequel (1998), Gen-X Cops (1999), Time and Tide - Controcorrente (2000) e Invisible Target (2007), inoltre ha collaborato con Jackie Chan alla pellicola New Police Story (2004). Tse ha recitato anche in film romantici come Tiramisu (2002) e Jade Goddess of Mercy (2003), ma solo più tardi nella sua carriera ha iniziato ad accettare ruoli più comici, in titoli come Enter the Phoenix (2004), A Chinese Tall Story (2005) e McDull, the Alumni (2006). Nel 1998 ha partecipato al doppiaggio della versione di Hong Kong del film d'animazione Disney Pixar A Bug's Life - Megaminimondo (蟲蟲特工隊), dando la voce al protagonista Flik. Come doppiatore ha partecipato anche al film d'animazione cinese Lotus Lantern (1999). Grazie al ruolo interpretato in Bodyguards and Assassins, nel 2009, Tse ha vinto il premio come "Miglior Attore non Protagonista" ai quarti Asian Film Awards, seguito da quello come "Miglior Attore" ai trentesimi Hong Kong Film Awards nel 2011 grazie al ruolo in The Stool Pigeon (2010), superando attori del calibro di Chow Yun-Fat, Jacky Cheung, Tony Leung Ka-Fai e Nick Cheung.

### Carriera televisiva
Nicholas Tse ha recitato in due serie televisive del canale di Hong Kong TVB, Aiming High (撻出愛火花) e The Monkey King: Quest for the Sutra (齊天大聖孫悟空). Dopo aver partecipato ad un documentario basato in Cambogia, On the Road II (向世界出發II), tutte le altre partecipazioni televisive dell'attore sono state in fiction wuxia (serie storiche recitate in costume sulla società cinese antica) ambientate nella Cina continentale.

## Vita privata
Prima del 2005, Tse ha avuto una relazione con l'attrice e cantante Faye Wong, di 11 anni più anziana di lui. Il 31 luglio 2006, tuttavia, l'attore ha ufficialmente dichiarato di frequentare l'attrice Cecilia Cheung, durante un'intervista sulla stazione radiofonica commerciale di Hong Kong 881/903. Il 29 settembre 2006 la coppia ha annunciato di essersi sposata con una cerimonia segreta nell'isola di Pamalican, nelle Filippine. Il 2 agosto 2007 è nato il loro primogenito, Lucas, seguito da Quintus il 12 maggio 2010. Nonostante i figli, il 14 giugno 2011 Nicholas Tse ha firmato i documenti per un divorzio dalla Cheung. Il 21 settembre 2014 è stato reso noto che Tse si stava frequentando nuovamente con la sua ex fiamma, Faye Wong, che aveva divorziato dal suo partner precedente nel 2013.

## Incidenti e accuse

### Incidente del 2002
Nella mattina del 23 marzo 2002, Nicholas Tse ha avuto uno scontro con la sua automobile, una Ferrari 360 Modena, nel distretto centrale di Hong Kong. Inizialmente fu dichiarato che l'autista personale del cantante era il responsabile dell'incidente, tuttavia ulteriori investigazioni della Commissione Indipendente contro la Corruzione di Hong Kong hanno rivelato che questa storia era stata inventata, con l'implicazione di altre tre persone ed un ufficiale di polizia. Nicholas Tse è stato condannato a due settimane di carcere e 240 ore di servizi sociali per Intralcio alla Giustizia. L'ufficiale di polizia coinvolto, l'agente Lau Chi-Wai, è stato condannato a sei mesi di prigione. Questo incidente ha provocato un serio calo di popolarità dell'artista, rivelato da una diminuzione dei suoi guadagni di circa il 40% nel periodo immediatamente successivo. La compagnia manageriale EEG ha dichiarato che l'auto era un regalo della compagnia stessa al cantante, che all'epoca le forniva da solo il 56% delle entrate economiche.

### Accuse di violenza del 2002
Nel 2002, Nicholas Tse è stato accusato di violenza da un fotografo del tabloid Sudden Weekly, che sarebbe stato picchiato dall'artista all'uscita di un ristorante di Taiwan, ricevendo danni al naso ed al gomito. Sebbene Tse abbia sempre negato le accuse del fotografo, a luglio del 2002 ha accettato un accordo per la risoluzione del caso.

### Incidente del 2003
Nel 2003 Nicholas Tse ha avuto un altro incidente automobilistico, in cui ha perso il controllo della sua Toyota Camry nel distretto di Wan Chai. Gli è stata ritirata la patente per sei mesi ed ha dovuto pagare una multa di 4.000HK$ per guida irresponsabile. In precedenza aveva già dovuto pagare una multa dell'ammontare di 7.000HK$ con sospensione della patente per due anni, a causa di due diverse accuse di superamento del limite di velocità.

### Incidente del 2005
L'ultimo incidente automobilistico di Nicholas Tse si è verificato nel 2005, quando ha perso il controllo della sua Audi RS4 nell'isola di Lantau, scontrandosi con un autobus dell'Ufficio di Sicurezza Pubblica della RPC. Ha dovuto nuovamente pagare una multa di 4.000HK$ e sottoporsi ad un ritiro della patente di sei mesi, per la medesima accusa di guida irresponsabile. Dopo l'incidente, l'attore ha dichiarato di aver abbandonato la guida automobilistica e di preferire le motociclette o le due ruote in generale.
Dopo le accuse della polizia, il cantante ha dichiarato di essersi preso diversi mesi per "scoprire se stesso", in seguito ai quali ha pubblicato il nuovo album studio Reborn.

## Discografia
Il principale genere musicale di Nicholas Tse è un'unione tra il cantopop tipico di Hong Kong e il rock tradizionale cinese; le canzoni che più rappresentano quest'unione di generi sono Front, back, left, right (前前後後左左右右), Exposure (曝光) e Lonely Base (寂寞堂口). Il singolo di Tse più famoso in patria è il classico pop rock Life Viva (活著 Viva), nel cui video musicale il cantante suona anche la chitarra. Diversi singoli del cantante sono prodotti dalla sua stessa etichetta discografica, la Nic Production.
Tse ha cantato anche diversi duetti e collaborazioni con altri artisti cantopop, tra cui Love (愛) con Charlene Choi, Second Life (第二世) e Amen (阿門) con Joey Yung, Kid (細路) con Eason Chan, You Cant Stop Me con Sam Lee e Stephen Fung, e Beauty and the Beast con Meilin.

### EP
- 1997 無聲仿有聲
- 1998 末世紀的呼聲

### Album cantonesi
- 1997 - My Attitude (al terzo posto della classifica IFPI degli album più venduti dell'anno)
- 1998 - Horizons
- 1999 - Believe
- 2000 - 零距離
- 2000 - 活著VIVA
- 2001 - 謝霆鋒創作紀念大碟Senses
- 2001 - Jade Butterfly (玉蝴蝶)
- 2002 - ME
- 2003 - Reborn
- 2005 - One Inch Closer

### Album in cinese
- 1999 - 謝謝你的愛1999
- 2000 - 了解
- 2001 - 世紀預言
- 2004 - Listen Up
- 2005 - Release (釋放)
- 2009 - Last of Nicholas Tse （最后）

### Raccolte
- 1999 - Most Wanted
- 2000 - 20 Twenty, Best Selection by Nicholas Tse
- 2002 - 無形的他Invisible
- 2003 - Most Wanted霆鋒精選 (DSD)
- 2005 - Yellow (黃)
- 2006 - Forget Me Not (毋忘我)

### Album live
- 1999 - 紅人館903狂人熱份子音樂會
- 2000 - Viva Live謝霆鋒演唱會
- 2002 - 新城主力唱好霆鋒弦燒音樂Live
- 2002 - 唱好霆鋒弦燒音樂會
- 2004 - Reborn Live, Beijing Concert (Reborn Live演唱會 北京站)
- 2005 - Nicholas Tse x Tat Ming Pair Fantasy Concert (謝霆鋒 x 達明一派 新城同場異夢音樂會)

### Singoli
- 2005 - "黃" (pinyin: Huáng; jyutping: Wong; traduzione: Giallo), pubblicato il 23 agosto come download digitale ed il 25 agosto sul mercato.
- 因為愛所以愛 Because of Love, I love
- 非走不可 (Have to Leave)
- 遊樂場" (Playground)
- 無聲仿有聲" (Sound in forms of mute)
- 狼 Wolf
- 塞车 Traffic Jam

## Filmografia

### Cinema
| Anno | Titolo inglese                   | Titolo cinese        | Ruolo               | Note |
| ---- | -------------------------------- | -------------------- | ------------------- | --- |
| 1998 | Young and Dangerous: The Prequel | 新古惑仔之少年激鬥篇 | Chan Ho-nam         | Hong Kong Film Award come "Miglior Esordiente" |
| 1999 | Gen-X Cops                       | 特警新人類           | Jack                | |
| 1999 | A Man Called Hero                | 中華英雄             | Spada Hua           | |
| 1999 | Metade Fumaca                    | 半支煙               | Smokey              | Nomination – Hong Kong Film Award come "Miglior Colonna Sonora Originale" |
| 1999 | Street Angels                    | 少女党               |                     | |
| 1999 | The Mirror                       | 怪談之魔鏡           | Siu-ming            | |
| 2000 | Twelve Nights                    | 十二夜               | Kit                 | |
| 2000 | Winner Takes All                 | 大贏家               | Ferrari             | |
| 2000 | Time and Tide - Controcorrente   | 順流逆流             | Tyler Yim           | |
| 2001 | Comic King                       | 漫畫風雲             | Pugnale             | |
| 2001 | Master Q 2001                    | 老夫子2001           | Fred/Howard         | |
| 2001 | Heroes in Love                   | 戀愛起義             | 戀愛起義            | Sceneggiatore/co-regia Nomination – Bronze Horse Award come "Miglior Film" al Festival del cinema di Stoccolma                                                                             |
| 2001 | My Schoolmate, the Barbarian     | 我的野蠻同學         | Stone               | |
| 2001 | 2002                             | 2002                 | Ispettore Tide Yau  | |
| 2002 | Tiramisu                         | 戀愛行星             | Ko Fung             | |
| 2002 | Demi-Haunted                     | 魂魄唔齊             | Chang Ho-fung       | |
| 2003 | The Medallion                    | 飛龍再生             | Cameriere           | Cammeo |
| 2004 | Jade Goddess of Mercy            | 玉觀音               | Maojie              | |
| 2004 | Enter the Phoenix                | 大佬愛美麗           | Testa di Gallo      | Cammeo |
| 2004 | Moving Targets                   | 2004新紮師兄         | Cheung Wai-kit      | |
| 2004 | New Police Story                 | 新警察故事           | Frank Cheng         | Hundred Flowers Award come "Miglior Attore non Protagonista" |
| 2005 | A Chinese Tall Story             | 情癲大聖             | Tripitaka           | |
| 2005 | The Promise                      | 無極                 | Duca Wuhuan         | |
| 2006 | McDull, the Alumni               | 春田花花同學會       | Vecchio in bagno    | |
| 2006 | Dragon Tiger Gate                | 龍虎門               | Tiger Wong          | |
| 2006 | Rob-B-Hood                       | 寶貝計劃             | Nicholas            | Cammeo |
| 2006 | The Heavenly Kings               | 四大天王             | Se stesso           | Cammeo |
| 2007 | Invisible Target                 | 男兒本色             | Detective Chan Chun | |
| 2008 | Beast Stalker                    | 證人                 | Sergente Tong Fei   | |
| 2008 | Storm Rider Clash of the Evils   | 風雲決               | Nuvola Corrente     | |
| 2009 | The Storm Warriors               | 風雲II               | Senzacuore          | |
| 2009 | Bodyguards and Assassins         | 十月圍城             | Deng Sidi           | Asian Film Award come "Miglior Attore non Protagonista" Hong Kong Film Award come "Miglior Attore non Protagonista" Nomination – Golden Horse Award come "Miglior Attore non Protagonista" |
| 2010 | Hot Summer Days                  | 全城熱戀熱辣辣       | Wai                 | |
| 2010 | The Stool Pigeon                 | 綫人                 | Ghost Jr.           | Hong Kong Film Award come "Miglior Attore" |
| 2011 | Shaolin                          | 新少林寺             | Tsao Man            | Nomination – Hong Kong Film Award come "Miglior Attore non Protagonista" |
| 2011 | Treasure Inn                     | 財神客棧             | Maestro Kung        | |
| 2012 | The Viral Factor                 | 逆戰                 | Man Yeung           | Nomination – Golden Horse Award come "Miglior Attore" |
| 2012 | The Bullet Vanishes              | 消失的子彈           | Capitano Guo Zhui   | |
| 2013 | The Midas Touch                  | 超級經理人           | Se stesso           | Cammeo |
| 2014 | As the Light Goes Out            | 救火英雄             | Sam                 | |
| 2014 | From Vegas to Macau              | 賭城風雲             | Cool                | |
| 2014 | But Always                       | 一生一世             | Zhao Yongyuan       | |
| 2015 |                                  | 拆弹专家             |                     | |

### Televisione
- Aiming High (撻出愛火花) (1998, 20 episodi)
- The Monkey King: Quest for the Sutra (齊天大聖孫悟空) (2002)
- The Proud Twins (小魚兒與花無缺) (2005)
- Wing Chun (詠春) (2006, 40 episodi)
- On the Road II (向世界出發II) (2007, ospite dall'episodio 2 all'episodio 6)
- Big Shot (大人物) (2007)
- The Spirit of the Sword (浣花洗劍錄) (2008)
- Sword Heroes' Fate (剑侠情缘) (2011)
- The Next Magic (下一个奇迹) (2012)
- America's Next Top Model 18 (2012, giudice ospite in un episodio)[19]
- Chef Nic (12道鋒味) (2014)

### Campagne pubblicitarie
Nicholas Tse è stato il volto di diverse campagne pubblicitarie di brand internazionali ad Hong Kong, tra questi Coca-Cola, Pepsi, Sony, Biolyn, New World Mobility, orologi Oris e Matsunichi.
Il 19 giugno 2006 è stata inaugurata la statua di cera di Nicholas Tse al museo delle cere Madame Tussauds, sede di Hong Kong, in una mostra speciale a Shanghai. Nello stesso periodo sono state svelate sette altre statue di personaggi famosi cinesi, inclusi il cestista Yao Ming e Jackie Chan, nella sede principale dei musei Madame Tussauds a Londra.

## Doppiatori Italiani
- Fabrizio Manfredi in Time and Tide - Controcorrente
- Fabrizio Vidale in The Beast Stalker
- Simone Crisari in Bodyguards and Assassins
- Massimo Triggiani in Raging Fire
- Fabrizio picconi in  New Police story

## Premi e riconoscimenti
| Anno | Premio                          | Cerimonia              | Film                             |
| ---- | ------------------------------- | ---------------------- | -------------------------------- |
| 1998 | Miglior Attore non Protagonista | Hong Kong Film Awards  | Young and Dangerous: The Prequel |
| 2002 | Artista Asiatico più Venduto    | World Music Awards     |                                  |
| 2003 | Artista Asiatico più Venduto    | World Music Awards     |                                  |
| 2006 | Miglior Attore non Protagonista | Hundred Flowers Awards | New Police Story                 |
| 2010 | Miglior Esordiente              | Hong Kong Film Awards  | Bodyguards and Assassins         |
| 2010 | Miglior Attore non protagonista | Asian Film Awards      | Bodyguards and Assassins         |
| 2011 | Miglior Attore                  | Hong Kong Film Awards  | The Stool Pigeon                 |